# Liga de Honra de 1995–96
A edição de 1995-1996 da Liga de Honra foi a sexta edição deste escalão do futebol português, e ficou marcada por ter sido a primeira época em que cada vitória passava a valer 3 pontos, deixando de valer 2 pontos, como até aqui.
Foi disputada por 18 clubes: 3 despromovidos da Primeira Liga, 3 promovidos da II Divisão, e os restantes que tinham permanecido.
O vencedor foi o Rio Ave. Acompanharam na subida à Primeira Divisão o Vitória de Setúbal e o Espinho, que ficaram em segundo e terceiro lugares respectivamente.
Nacional, Famalicão e Ovarense foram despromovidos para a II Divisão.

## Equipas
Equipas a disputar a edição em relação à edição anterior:
| Despromovidas da Primeira Liga - Beira-Mar - CF União - Vitória de Setúbal | Mantidos - Académica de Coimbra - Ac. Viseu - Desportivo das Aves - Estoril Praia - Feirense - Espinho - Famalicão - Nacional da Madeira - Paços de Ferreira - Penafiel - Ovarense - Rio Ave - U. Lamas | Promovidos à 2ª Divisão de Honra - Ac. Viseu - Alverca - Moreirense |

## Tabela classificativa
|     | Equipa               | Pts | J  | V  | E  | D  | GM | GS | +/- | Comments                      |
| --- | -------------------- | --- | -- | -- | -- | -- | -- | -- | --- | ----------------------------- |
| 1.  | Rio Ave              | 68  | 34 | 21 | 05 | 08 | 58 | 42 | +4  | Promovidos à Primeira Divisão |
| 2.  | Vitória de Setúbal   | 62  | 34 | 18 | 08 | 08 | 55 | 22 | +33 | Promovidos à Primeira Divisão |
| 3.  | Espinho              | 62  | 34 | 19 | 05 | 10 | 49 | 27 | +22 | Promovidos à Primeira Divisão |
| 4.  | Desportivo das Aves  | 58  | 34 | 17 | 07 | 10 | 53 | 41 | +8  |                               |
| 5.  | Paços de Ferreira    | 57  | 34 | 16 | 09 | 09 | 44 | 38 | +6  |                               |
| 6.  | Penafiel             | 52  | 34 | 15 | 07 | 12 | 57 | 44 | +13 |                               |
| 7.  | CF União             | 51  | 34 | 14 | 09 | 11 | 43 | 37 | +6  |                               |
| 8.  | Feirense             | 50  | 34 | 15 | 05 | 14 | 52 | 48 | +4  |                               |
| 9.  | Ac. Viseu            | 49  | 34 | 13 | 10 | 11 | 29 | 28 | +1  |                               |
| 10. | Beira-Mar            | 47  | 34 | 13 | 08 | 13 | 39 | 37 | +2  |                               |
| 11. | Moreirense           | 45  | 34 | 12 | 09 | 13 | 39 | 41 | -2  |                               |
| 12. | Estoril Praia        | 44  | 34 | 12 | 08 | 14 | 52 | 42 | +10 |                               |
| 13. | Alverca              | 44  | 34 | 12 | 08 | 14 | 28 | 38 | -10 |                               |
| 14. | U. Lamas             | 41  | 34 | 11 | 08 | 15 | 36 | 42 | -8  |                               |
| 15. | Académica de Coimbra | 41  | 34 | 11 | 08 | 15 | 38 | 48 | -10 |                               |
| 16. | Nacional da Madeira  | 39  | 34 | 11 | 06 | 17 | 39 | 43 | -4  | Despromoção para a II Divisão |
| 17. | Famalicão            | 28  | 34 | 08 | 04 | 22 | 27 | 57 | -30 | Despromoção para a II Divisão |
| 18. | Ovarense             | 15  | 34 | 03 | 06 | 25 | 25 | 88 | -63 | Despromoção para a II Divisão |

Nota 1: cada vitória valia 3 pontos
Nota 2: quando dois ou mais clubes têm os mesmos pontos, a classificação é determinada pelos resultados dos jogos entre eles.

## Melhor marcador
Paulo Vida, futebolista português, foi o melhor marcador, tendo marcado 22 golos ao longo da época, que jogou pelo Desportivo das Aves.

## Treinadores
Alguns dos treinadores das equipas no decorrer da época:
| Equipa               | Treinador                     |
| -------------------- | ----------------------------- |
| Rio Ave              | Henrique Calisto              |
| Paços de Ferreira    | António Jesus                 |
| Desportivo das Aves  | Eduardo Luís                  |
| Feirense             | Henrique Nunes                |
| Beira-Mar            | Álvaro Carolino               |
| Moreirense           | Carlos Garcia                 |
| Alverca              | Arnaldo Cunha                 |
| União de Lamas       | Jaime Pacheco                 |
| Académica de Coimbra | Vieira Nunes / Vítor Oliveira |
| Estoril Praia        | Carlos Manuel                 |
| Nacional da Madeira  | Rodolfo Reis                  |